# Олдман
Олдман (на английски: Oldman River) е река в Канада, провинции Албърта, дясна съставяща на река Саут Саскачеван. Дължината ѝ от 362 км ѝ отрежда 103-то място в Канада.
Река Олдман извира от Скалистите планини, на около 2100 м н.в. и се насочва на югоизток. След като изтече от язовира Олдман, намиращ се северно от град Пинчер Крийк, реката завива на изток-североизток и следва тази генерална посока до 74 км западно от град Медисън Хат, където се съединява отляво с река Боу, като образува река Саут Саскачеван.
Площта на водосборния басейн на Боу е 26 700 km2, което представлява 18,3% от водосборния басейн на река Саут Саскачеван. Малка част от басейна на реката (1800 km2) се намират в най-северозападната част на щата Монтана в САЩ.
По големите ѝ притоци са: леви – Пинчър Крийк, Уилоу Крийк, Литъл Боу; десни – Крауснест, Бели, Сейнт Мъри. Последните две реки водят началото си от САЩ, щата Монтана.
Многогодишният среден дебит при устието ѝ е 95 m3/s. Максималният отток на реката е през май-юни, а минималния през февруари-март. Главно снегово подхранване. От началото на декември до началото на април замръзва.
По-големите селища по течението на Олдман са:
- Форт маклауд (3117 жители)
- Летбридж (83 517 жители, най-големия град по течението ѝ)
- Тейбър (8104 жители)